# Brachybacterium nesterenkovii
Espèce
Brachybacterium nesterenkovii est une bactérie de coloration de gram positive de la famille Dermabacteraceae de l'ordre des Micrococcales et de la classe des Actinomycetes.

## Historique
En 1984, l'institut de Microbiologie et de Virologie de l'Académie des Sciences d'Ukraine isole la bactérie IMV Ac-752 à partir de produits laitiers. La caractérisation de cette souche bactérienne permet de la décrire comme appartenant à une nouvelle espèce du genre Brachybacterium.

## Taxonomie

### Étymologie
L'étymologie de cette espèce Brachybacterium nesterenkovii est la suivante : N.L. gen. masc. n. nesterenkovii, de Nesterenko, nommée d'après O. A. Nesterenko, un microbiologiste ukrainien qui a effectué des contributions remarquables dans la systématique des bactéries coryneformes et nocardioformes,. Le nouveau nom a été validé également en 1992 par l'ICSP et publié dans le journal IJSB.

### Phylogénie
Les analyses de chimiotaxonomie de la souche IMV Ac-752 ont démontré que cette bactérie appartient bien au genre Brachybacterium car son peptidoglycane est de type meso-DAP-D-Glu2, type (variation A 4γ); la principale menaquinone est la MK-7; et les acides gras principaux sont les anteiso-C15:0 et anteiso-C17:0. Les acides mycoliques sont absents.

## Caractéristiques
Brachybacterium nesterenkovii est une bactérie anaérobie facultative à Gram positif. C'est un bacille en forme de coque surtout en phase stationnaire alors qu'elle peut être un peu plus allongée en phase de croissance logarythmique. Les cellules mesurent en général 0,5 µm à 1 µm de diamètre et peuvent atteindre 2 µm en phase logarythmique lorsqu'elles adoptent une morphologique de petits bacilles. La croissance optimale de cette espèce bactérienne est de 18 to 37 °C et elle ne tolère pas la présence de NaCl.